# Lewia sauropi
Lewia sauropi är en svampart som beskrevs av T.Y. Zhang & J.C. David 1996. Lewia sauropi ingår i släktet Lewia och familjen Pleosporaceae.   Inga underarter finns listade i Catalogue of Life.